# Barbara Dembek
Barbara Dembek z domu Stankiewicz (ur. 14 września 1926, zm. 28 lipca 1990) – polska „Sprawiedliwa wśród Narodów Świata”.

## Życiorys
Urodziła się w rodzinie Barbary z domu Dysput i leśniczego Stanisława Stankiewicza.
W marcu 1941 Stanisław namówił Niemców na pozwolenie zatrudnienia Żydów do prac w leśniczówce w Głodnie. W ten sposób schronienie znaleźli Żydzi z getta w Opolu Lubelskim. Gdy w 1942 rozpoczęto wywózki do obozów zagłady, wokół leśniczówki Stankiewiczów ukrywało się ponad 200 osób. Stanisław pomagał Żydom budować szałasy w lesie, znajdować kryjówki w okolicznych zabudowaniach, zdobywać jedzenie. Tadeusz znalazł Szlomę (Jana) Szmulewicza, który uciekł z obozu pracy w Józefowie nad Wisłą. Barbara wraz z bratem Tadeuszem zacierali ślady ukrywających się Żydów, dbali o bezpieczeństwo transportów z żywnością, pilnowali, czy nikt nie śledzi ukrywających się. Wiosną 1942 kryjówki zostały zadenuncjowane przez Polaka o nazwisku Szyszko, ukrywający się zaś zamordowani. Przeżyli jedynie ukrywający się w zabudowaniach. Szyszko po wojnie został skazany na karę śmierci.
Ostatecznie udało się uratować sześcioro Żydów, w tym Szmulewicza, który osiadł w Lublinie i jako jedyny z tej grupy nie wyjechał z Polski.
W 2006 razem z bratem Tadeuszem Stankiewiczem została odznaczona medalem Sprawiedliwych wśród Narodów Świata.